# Brigitte Helm
Brigitte Eva Gisela Schittenhelm (Berlín, Alemania, 17 de marzo de 1908 - Ascona, Suiza, 11 de junio de 1996) fue una actriz alemana que se hizo famosa por su doble rol como Maria/Maria-robot en la película Metrópolis (1927), de Fritz Lang.

## Primeros años
Nació en Berlín, Alemania, el 17 de marzo de 1908. Era la última de entre cuatro hermanos: Elisabeth (Lisa, 1900 – 1989), Adelheid (Heidi, 1901 – 1987), Heinz (1903 – 1906), y Eva Gisela, Brigitte. Su padre era militar, y falleció en 1913, quedando su madre al cuidado de los niños. Justamente fue ella quien introdujo a Brigitte al mundo de la actuación, en una época considerada como los comienzos del cine, la Edad de Plata de la pantalla.

## Carrera

### Debut:Metrópolis
Helm fue descubierta por Thea von Harbou, quien se encontraba trabajando en un film junto a su marido, Fritz Lang, desde 1925. Este film era Metrópolis, cuyo rodaje comenzó hacia 1926, y cuya historia estaba basada justamente en una novela del mismo nombre escrita por la propia von Harbou.
Para su papel, ni más ni menos que protagónico, la joven Helm, de tan solo 18 años, debería interpretar a dos personajes totalmente opuestos: Maria, la hija de un obrero de los suburbios de Metrópolis, cuya principal labor era la de mantener la paz entre los trabajadores, sobreexplotados por su jefe, Joh Fredersen (interpretado por Alfred Abel), y Maria/Robot, creada por Rotwang el científico (Rudolf Klein-Rögge) bajo orden de Fredersen, y cuyo objetivo era lograr el desorden entre los obreros, para evitar una revuelta contra el propio gobernante de Metrópolis. Durante la película, Maria se enamoraba de Freder (Gustav Fröhlich), hijo de Fredersen. Sin embargo, el rodaje del film implicó un gran esfuerzo para Brigitte: el hecho de interpretar a dos personajes muy diferentes, además de utilizar el pesado y caluroso traje del famoso robot, significó varias horas de grabación y de cansancio para la joven. El film, considerado como uno de los más emblemáticos de la historia del cine, implicó el lanzamiento a la fama de una actriz que, sin embargo, no tendría una larga duración en la pantalla.

### Década de 1920: Alraune, Abwege y L’Argent
Además de Metrópolis, Helm grabaría dos filmes más durante 1927: Am rande der Welt (Al filo del mundo), y Die Liebe der Jeanne Ney (El amor de Jeanne Ney). En esta última, dirigida por George W. Pabst, interpreta a una muchacha ciega, prima de la protagonista (Edith Jehanne, como Jeanne Ney), dejando en claro sus dotes actorales. Hacia 1928, los personajes de Helm se alejarían de aquella inocente Maria de Metrópolis, asimilándose más a Maria/Robot, una mujer seductora, decidida, coqueta, desafiante, cualidades muy bien representadas aprovechando sus rasgos físicos, sus particulares ojos claros, y otros aspectos faciales, además de su expresividad y desenvolvimiento. Es así como en Die Jacht der Sieben Sünden (El Barco de los Siete Pecados, de Jacob y Luise Fleck), Abwege (Crisis, de Pabst), Mandrágora (Alraune) (Mandrágora, de Henrik Galeen) y L'Argent (El Dinero, de Marcel L'Herbier), Brigitte Helm termina de consagrarse como una de las actrices de moda. Para 1929, sus películas más destacadas fueron Manolescu (de Viktor Tourjansky) y Die Wunderbare Lüge der Nina Petrowna (La maravillosa mentira de Nina Petrona, de Hanns Schwarz). El drama, la seducción y los amoríos son temas principales en todas estas producciones: Así como en Abwege la historia gira alrededor de una pareja en crisis, en Die Wunderbare Lüge der Nina Petrowna, la protagonista se enamora de un soldado, siendo la esposa del coronel. En Alraune, la hija de un delincuente con una prostituta se bate entre ser una buena o una mala chica, y en L’Argent, de las más reconocidas de Helm en esta etapa, el dueño de un banco se enamora de la esposa de un aviador, lo cual desata la furia de su examante, en este caso encarnada en la actriz alemana.

### Década de 1930, el declive: Mandragore, L'Atlántide, Gold
En 1930, Brigitte Helm volvió a dar vida a Alraune, pero esta vez en su versión hablada, Mandrágora (Alraune), y dirigida por Richard Oswald. La historia es básicamente la misma, y puede verse además a Helm interpretando la canción Wenn Männer mich betrügen (Cuando los hombres me engañan). Para 1931, compartiría protagonismo una vez más junto a Gustav Fröhlich, Freder Fredersen de Metrópolis, pero esta vez en Gloria. Y en 1932, filmaría quizás su película más reconocida de la era sonora del cine: Die Herrin von Atlantis (La Atlántida, L’Atlantide en su versión francesa, Mistress of Atlantis en su versión inglesa). En esta última, interpreta a la reina Antinea, que por su poder seductivo logra que uno de los oficiales perdidos en la Atlántida sienta celos de su mejor amigo, por quien la reina sentía un gran amor, desatando la tragedia. Pero los siguientes años no podrían compararse con los últimos de la década de 1920. La llegada del régimen nazi comenzó a censurar varias producciones nacionales, algo que afectó por supuesto a la carrera de la actriz. Entre 1933 y 1935, sin embargo, ocurrió la etapa más productiva de Helm, considerando la realización de películas tanto en versiones francesas como alemanas, destacándose los filmes Adieu les Beaux Jours (Adiós a los bellos años, de André Beucler), L’etoile de Valencia (La estrella de Valencia, de Serge de Poligny), Furst Woronzeff (Los secretos de Woronzeff, de Arthur Robison) y Geld (Gold, Oro, de Karl Hartl). Su último film, de 1935, se llamó Ein idealer gatte (Un esposo ideal, de Herbert Selpin), y significó el fin de la carrera de una estrella en ascenso, que comenzó a actuar con menos de dos décadas de vida, y que se retiró sin haber llegado a los 30 años. Aquellos años fueron también los más problemáticos, pues la actriz provocó dos accidentes automovilísticos, uno en 1933 y otro en 1934, por el que terminó en prisión dos meses.

### Causas del retiro
El motivo principal del fin de la carrera de Helm fue la intervención nazi en el cine, que condicionó gran parte de las películas alemanas. Brigitte no quería censura en sus producciones, y optó por retirarse. Pero además, quizás como desafío al régimen, se había casado con un industrial de origen judío, Hugo von Kunheim (1900 - 1984), con quien tendría además cuatro hijos: Matthias, Pieter, Victoria y Christoph. Anteriormente, había estado casada con Rudolf Weissbach, de quien terminaría divorciándose en 1934. Sin embargo, otro motivo de gran importancia fue el rechazo a Hollywood. Brigitte no quería irse de Alemania, y eso determinó que no aceptase la oferta del papel protagónico para el filme La novia de Frankenstein, que finalmente recaería en Elsa Lanchester. Su residencia en Alemania, permitiría que sus principales rivales, Greta Garbo y Marlene Dietrich, fuesen mucho más reconocidas que ella.

## Exilio y muerte
Helm se mudó con su familia a Suiza, de donde regresaría a Alemania en 1942 y al finalizar la guerra. Siempre de incógnito, desde su retiro evitó las apariciones públicas y se negó a dar cualquier tipo de entrevista. Su esquive a los medios evitó que pudiese ser fotografiada ya en sus últimos años, algo que Garbo no pudo evitar.
Falleció el 11 de junio de 1996, a los 88 años y a raíz de un choque circulatorio, en Ascona, Suiza. Un año antes, había sido homenajeada por la Academia de Artes y Ciencias Cinematográficas de Hollywood.

## Filmografía
- Ein Idealer Gatte (1935)
- Fürst Woronzeff (1934)
- Die Insel (1934)
- Gold (1934)
- Le Secret des Woronzeff (1934)
- Vers l'abîme (1934)
- Inge und die Millionen (1933)
- Die Schönen Tage von Aranjuez (1933)
- Spione am Werk (1933)
- Der Läufer von Marathon, (1933)
- Adieu les beaux jours (1933)
- L' Étoile de Valencia (1933)
- Hochzeitsreise zu dritt (1932)
- Eine von uns (1932)
- Die Herrin von Atlantis (1932)
- Die Gräfin von Monte-Christo (1932)
- The Blue Danube (1932)
- Im Geheimdienst (1931)
- Gloria (1931/I)-Gloria (1931/II)
- Die Singende Stadt (1930)
- Manolescu - Der König der Hochstapler (1929)
- La maravillosa mentira de Nina Petrovna (Die Wunderbare Lüge der Nina Petrowna) (1929)
- Skandal in Baden-Baden (1929)
- Rund um die Liebe (1929)
- L'argent (1929)
- Geheimnisse des Orients (1928)
- Abwege (1928)
- Mandrágora (Alraune) (1928)
- Die Jacht der sieben Sünden (1928)
- Die Liebe der Jeanne Ney (1927)
- Am Rande der Welt (1927)
- Metrópolis (1927)